# Liste der Resolutionen des UN-Sicherheitsrates (1959)
Diese Liste der Resolutionen des UN-Sicherheitsrates nennt die eine vom Sicherheitsrat der Vereinten Nationen im Jahr 1959 verabschiedeten Resolutionen.
| Nummer | Beschluss vom | Gegenstand                                                | Mission |
| ------ | ------------- | --------------------------------------------------------- | ------- |
| 132    | 7. September  | Verletzung der Grenze von Laos durch Truppen Nordvietnams |         |